# Dan Auerbach
Dan Auerbach (* jako Daniel Quine Auerbach; 14. května 1979 Akron, Ohio) je americký rockový zpěvák, kytarista, multiinstrumentalista, hudební producent a skladatel. V roce 2001 spolu s Patrickem Carneyem založil skupinu The Black Keys, ve které působí dodnes. Mimo této skupiny spolupracoval s mnoha dalšími hudebníky a v roce 2009 vydal sólové album Keep It Hid. V roce 2012 produkoval album Locked Down hudebníka Dr. Johna, za které získal cenu Grammy jako producent roku.

## Sólová diskografie
- Keep It Hid (2009)
- Waiting on a Song (2017)